# Kanał Mielnicki
Kanał Mielnicki – kanał znajdujący się na terenie gminy Wicko i miasta Łeba w województwie pomorskim.
Początek kanału znajduje się ok. 2 km na północny wschód od wsi Żarnowska, zaś ujście znajduje się w mieście Łebie za ul. Wspólną powyżej ul. Sienkiewicza. Kanał Mielnicki powstał głównie w celu regulacji i melioracji terenów na południe od miasta Łeba. Przy ujściu jest żeglowny jedynie dla bardzo małych "jednostek rzecznych". Do lat 50. XX wieku stosowana była nazwa niem. "Miellnitz – kanal".
Kanał Mielnicki posiadał połączenie z niem. "Barwinkel – kanal" obecnie Nowęcińskim Kanałem, zaś w górnej części powyżej połączenia z Nowęcińskim posiadał nazwę niem. "Turce – kanal".